# Kolbu
Kolbu är en tätort i Østre Totens kommun i Innlandet fylke i Norge. Orten utgjorde tidigare centralort i dåvarande Kolbu kommun i Oppland fylke.